# Monaster Przemienienia Pańskiego w Mozołowie
Monaster Przemienienia Pańskiego – prawosławny żeński klasztor w Mozołowie k. Mścisławia, działający od 1665 do XIX w.
Monaster został ufundowany w 1665 przez Mariannę Suchodolską, córkę stolnika mścisławskiego. Sfinansowała ona budowę klasztornej cerkwi Przemienienia Pańskiego oraz wyznaczyła jako jego uposażenie młyn oraz trzy wsie nad Napotą. W 1678 sejm zatwierdził opisywane nadanie. W klasztorze z czasem wzniesiona została również druga cerkiew, której patronem został św. Onufry. Monaster w Mozołowie utrzymywał kontakty z klasztorem w Tupiczewszczyźnie; regularnie organizowane były procesje, w czasie których z jednego do drugiego monasteru przenoszona była Tupiczewska Ikona Matki Bożej. Zwyczaj ten utrzymał się do początku XVIII w., gdy prawosławnym zabroniono organizowania procesji poza terenem świątyń.
W 1737 monaster w Mozołowie został siłowo przejęty przez Zakon Bazylianów Świętego Jozafata. Bazylianie zniszczyli dokumenty fundacyjne klasztoru i administrowali wspólnotą do 1768. W wymienionym roku, dzięki staraniom biskupa białoruskiego Jerzego, monaster ponownie stał się własnością eparchii białoruskiej i w 1778 wznowił działalność jako klasztor prawosławny.
Współcześnie (2012) z kompleksu klasztornego przetrwała jedynie cerkiew, która pełni funkcje świątyni parafialnej. Obiekt reprezentuje styl przejściowy między barokiem a klasycyzmem.